# 창원 완포현 고산성
창원 완포현 고산성(昌原 莞浦懸 古山城)은 대한민국 경상남도 창원시 진해구 현동에 있는, 산성이다. 1997년 12월 31일 경상남도의 기념물 제187호로 지정되었다.

## 현지 안내문
경남 진해시 현동 고산에 있는 이 산성은 고려말 우왕 10년(1384)에 만든 것이다. 완향성, 비봉산성, 현동산성으로 불렸으며 왜구의 잦은 침입을 방어하고 백성을 보호하기 위하여 만든 것이다. 그러나 완포현이 웅천현에 합쳐지면서 행정적인 기능을 상실한 것으로 추정한다.
북벽과 동벽이 만나는 산 정상에 고산 봉수대가 있으며, 절벽 위에 세운 남벽을 제외한 동·서·북에는 문터를 두었는데, 서벽은 2곳에 문터를 두었다. 안쪽 벽은 3∼5단의 계단식으로 만들었으며 동벽과 남벽 성 안에는 일정한 간격으로 언덕을 두었다. 이곳의 성벽 모서리에는 관측과 지휘에 용이하도록 각루(角樓)와 치성(雉城:성벽에서 바깥쪽으로 튀어나오게 쌓은 성벽)을 쌓았다.

## 참고 자료
- 창원 완포현 고산성 - 국가유산청 국가유산포털